# Ґері Ілман
Ґері Ілман (англ. Gary Ilman, 13 серпня 1943) — американський плавець.
Олімпійський чемпіон 1964 року.
Переможець Панамериканських ігор 1963 року.
Переможець літньої Універсіади 1965 року.